# Plainpalais
Plainpalais (toponimo francese) è un quartiere di Ginevra.

## Storia
Nel XVIII secolo Plainpalais era principalmente una periferia dedita all'orticultura. La riva sinistra dell'Arve fu disputata fra la regione della Savoia e Ginevra finché il Trattato di Torino (1754) l'attribuì alla città. Nel 1848 il sito divenne proprietà comunale e servì per festeggiamenti, sia militari sia civili. Plainpalais diviene comune con legge del 17 febbraio 1800, data in cui vennero creati il Consiglio comunale e l'ufficio di sindaco. La località attirò diverse istituzioni culturali e di divertimento espresse da un piccolo circo nel 1865, da un diorama nel 1880, da un casino nel 1887, da teatri e fu caratterizzata in modo duraturo dall'Exposition nationale del 1896.

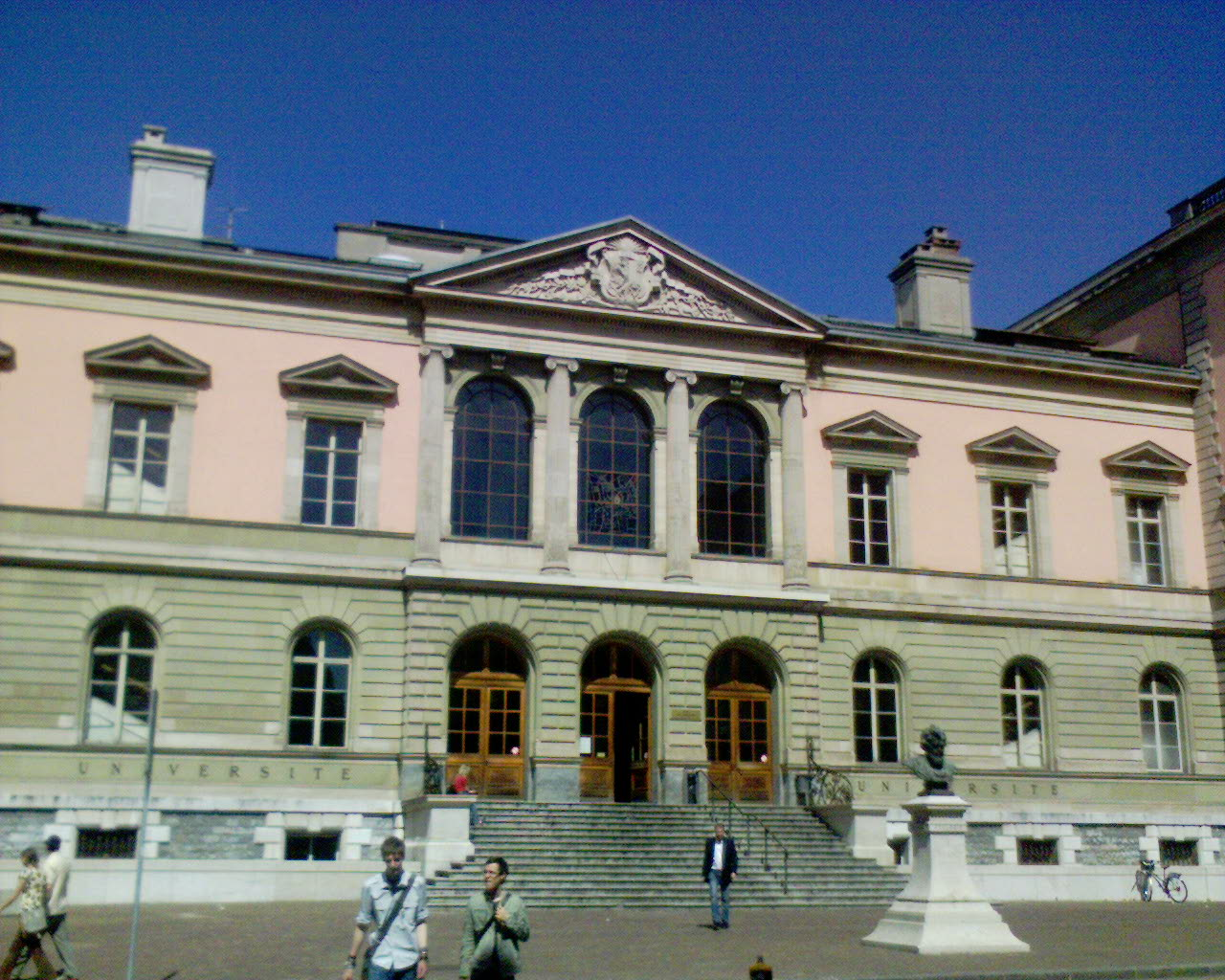
Uni-Bastions, i Bastioni dell'Università di Ginevra

Ai primi del XX secolo, numerosi immobili sostituirono le ville e i giardini all'ingresso del quartiere di Florissant. Gli ultimi lavori condotti dalle amministrazioni comunali coinvolsero l'allargamento della rue Beau-Séjour e della rue Dancet, nel 1928-1929, e la creazione della place des Augustins nel 1930. La votazione della legge di fusione amministrativa nel maggio 1930 (2673 sì contro 1535 no) pose fine all'autonomia del comune di Plainpalais, che venne integrato a quello della città di Ginevra nel 1931 assieme agli altri comuni soppressi di Le Petit-Saconnex e Les Eaux-Vives. La presenza del Palazzo delle Esposizioni a Plainpalais, tra il 1926 e il 1980, rafforzò la dinamica del quartiere. Alla sua demolizione il sito venne occupato da una delle principali costruzioni dell'Université de Genève (Uni-Mail).

## Monumenti e luoghi d'interesse

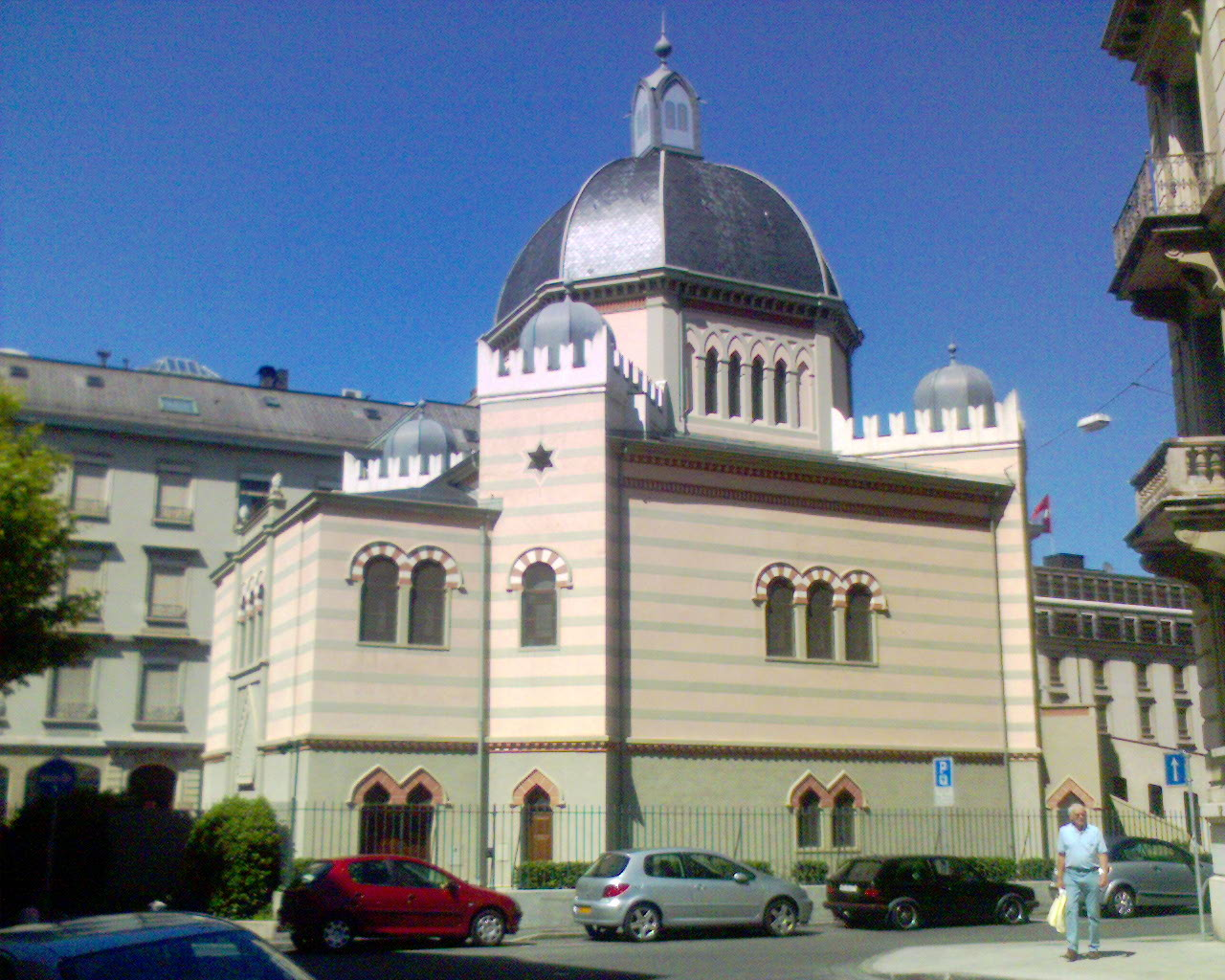
Sinagoga di Plainpalais

- Sinagoga;
- Chiesa del Sacro Cuore.

## Società

### Evoluzione demografica
L'evoluzione demografica è riportata nella seguente tabella:
Abitanti censiti

### Istituzioni, enti e associazioni
È a Plainpalais che ha la propria sede l'Organizzazione mondiale del movimento scout.

## Geografia antropica
Plainpalais è anche chiamata banlieue di Neuve (dal nome di una delle porte di Ginevra); i suoi quartieri e frazioni sono:
- Champel
- La Cluse
- La Jonction
- Le Bout-du-Monde
- Les Acacias
- Les Tranchées
- Les Vernets
- Palais
- Saint-Léger
- Saint-Victor

## Amministrazione
Ogni famiglia originaria del luogo fa parte del cosiddetto comune patriziale e ha la responsabilità della manutenzione di ogni bene ricadente all'interno dei confini del comune.